# Dobre (województwo lubuskie)
Dobre (niem. Dobern, łuż. Dobryń) – wieś w Polsce położona w województwie lubuskim, w powiecie krośnieńskim, w gminie Gubin.
W latach 1975–1998 miejscowość administracyjnie należała do województwa zielonogórskiego.
Po raz pierwszy wspomniano o wsi w dokumentach w 1527 roku. W roku 1928 została wydzielona z majątku szlacheckiego. Budynki mieszkalne są zwrócone grzbietami dachów równolegle do ulicy, a zabudowania gospodarcze obramowują podwórza. W 1952 roku Dobre zamieszkiwało 55 osób na 12 gospodarstwach.

## Zabytki
Do wojewódzkiego rejestru zabytków wpisana jest:
- stodoła, drewniana, z XVIII wieku.